# Фюлке
Фюлке (на норвежки: fylke) се нарича основната административно-териториална единица в Норвегия. Всяко фюлке се дели на общини, наричани в Норвегия комуне (Kommune, в мн.ч. Kommuner).
Фюлкето е създадено през 1919 г., като дотогава се е наричало амт.
Териториалната единица фюлке би могла да се сравни с област в България, провинция в Италия, Испания и Германия, графство в Англия, кантон в Швейцария, жудец в Румъния, департамент във Франция, войводство в Полша, амт в Дания и пр.
За названията на отделните фюлкета виж Административно деление на Норвегия.